# Tall Szajch Hamad

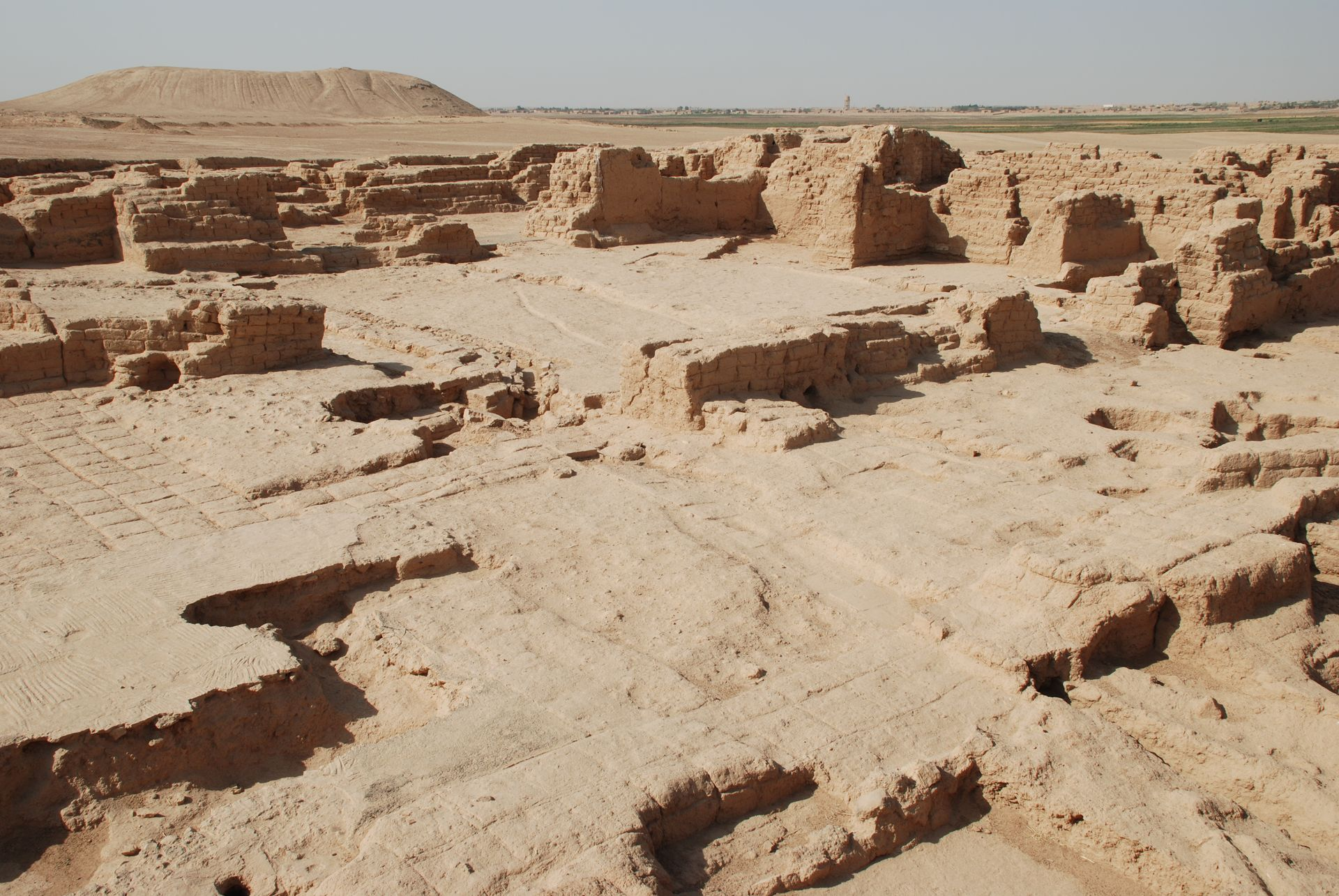
Stanowisko Tall Szajch Hamad (Dur-Katlimmu); pozostałości nowoasyryjskich rezydencji

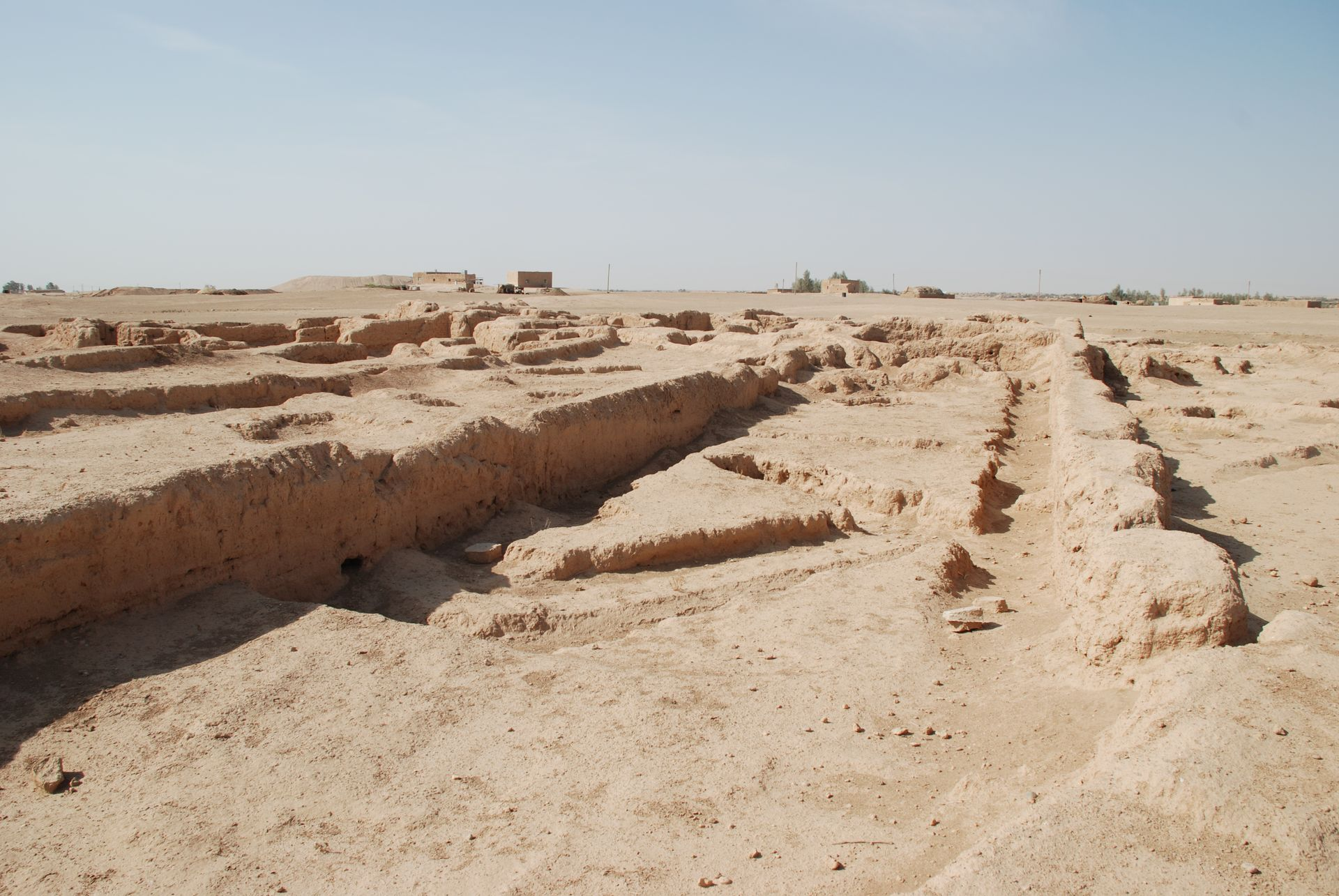
Stanowisko Tall Szajch Hamad (Dur-Katlimmu); pozostałości nowoasyryjskiego pałacu

Tall Szajch Hamad – stanowisko archeologiczne we wschodniej Syrii, położone na wschodnim brzegu Chaburu, ok. 70 km na północny wschód od miasta Dajr az-Zaur. W miejscu tym w starożytności istniało ważne asyryjskie miasto Dur-Katlimmu.

## Prace wykopaliskowe
Jako pierwszy stanowisko to badał w 1869 roku Hormuzd Rassam, który odkrył tu fragmenty steli Adad-nirari III, przechowywane obecnie w British Museum. W 1978 roku systematyczne prace wykopaliskowe rozpoczął tu zespół niemieckich archeologów z Wolnego Uniwersytetu Berlina pod kierunkiem Hartmuta Kühne.

## Historia zasiedlenia
Najstarsze ślady zasiedlenia stanowiska sięgają końca IV tys. p.n.e. We wczesnej epoce brązu (ok. 3500-2000 p.n.e.) istniała tu już niewielka wioska. W środkowej epoce brązu, w czasie trwania okresu starobabilońskiego (ok. 2000-1500 p.n.e.), wioska ta rozrosła się do rozmiarów miasta zajmując powierzchnię ok. 15 ha. W tym też czasie wzniesiono tu cytadelę i dolne miasto.
W późnej epoce brązu (ok. 1500-1000 p.n.e.), po okresie dominacji mitannijskiej, miasto to stało się w XIII wieku p.n.e., najprawdopodobniej za panowania asyryjskiego króla Salmanasara I (1273-1244 p.n.e.), stolicą jednej z prowincji imperium średnioasyryjskiego. W trakcie wykopalisk w pałacu asyryjskiego gubernatora odkryto archiwum około 500 tabliczek klinowych, których odczytanie pozwoliło zidentyfikować stanowisko Tall Szajch Hamad z asyryjskim miastem Dur-Katlimmu, znanym z innych asyryjskich źródeł klinowych z II i I tys. p.n.e.
W XI i X wieku p.n.e. kontrolę nad miastem przejęli najprawdopodobniej Aramejczycy, po czym w IX wieku p.n.e. ponownie znalazło się ono w rękach asyryjskich. Pod koniec VIII wieku p.n.e. miasto znacznie się powiększyło i otoczone zostało nowym murem miejskim. W tym czasie miasto to wciąż było ważnym regionalnym ośrodkiem, z działającym pałacem, rezydencjami ważnych dostojników, szerokimi ulicami i dużymi placami. Dwie bramy umożliwiały dostęp do miasta od strony północnej i wschodniej, a od zachodu, nad rzeką, istniał najprawdopodobniej mały port. Dur-Katlimmu zamieszkiwało wówczas prawdopodobnie ok. 7 tysięcy mieszkańców. 
Po upadku państwa asyryjskiego w 612 roku p.n.e. miasto, teraz najprawdopodobniej pod nazwą Magdalu, znalazło się pod kontrolą państwa nowobabilońskiego. Wciąż było ważnym ośrodkiem, o czym świadczy fakt, iż wzniesiono tu nowy pałac, a asyryjskie budowle administracyjne były wciąż używane. Z okresu tego pochodzi niewielka grupa czterech tabliczek klinowych, zapisanych w języku asyryjskim i języku aramejskim, które świadczą o tym, iż mieszkańcami miasta wciąż byli Asyryjczycy i Aramejczycy, i że wciąż, w kilkanaście lat po upadku  imperium asyryjskiego, przestrzegano tu prawa asyryjskiego.
Po upadku państwa nowobabilońskiego miasto wciąż istniało, o czym świadczą ślady zasiedlenia z okresu perskiego (535-333 p.n.e.). W okresach hellenistycznym i rzymskim (333 p.n.e.-300 n.e.) stara cytadela i dolne miasto były w dalszym ciągu zasiedlone, ale miasto zmniejszyło się do rozmiarów ok. 15 ha. W czasie wojen partyjsko-rzymskich (II wiek n.e.) miasto przekształcone zostało w fortecę. W okresie bizantyńskim miasto stopniowo traciło na znaczeniu. Na początku okresu islamskiego na miejscu miasta istniała już tylko niewielka wioska.